# Elektrotechnická asociace České republiky
Elektrotechnická asociace České republiky je nestátní nezisková organizace zaměstnavatelů, která sdružuje právnické i fyzické osoby z elektronického a elektrotechnického průmyslu, zdravotnické techniky, informačních služeb a další podnikatelské subjekty s příbuznou výrobní orientací či obchodními zájmy. Členové ElA vytvářejí lobby pro prosazování svých požadavků na úrovni státních orgánů i v oblasti zaměstnavatelských vztahů. Asociace proto udržuje přímé kontakty s představiteli MPO ČR, MF ČR, MŠMT ČR a podobně.

## Historie
Sdružování elektrotechnických podniků v Česku má již dlouholetou tradici. Podnikatelé, mezi něž patřili i Ing. Křižík a Ing. Kolben, se začali na přelomu 19. a 20. století sdružovat zpočátku do Spolku českých elektrotechniků a po vzniku Československa do Elektrotechnického svazu. V 50. letech byla tato svazová činnost zrušena a byla obnovena až v roce 1990, kdy organizace elektrotechnického průmyslu založily nejdříve elektrotechnickou sekci Svazu průmyslu ČR a 15. ledna 1992 ekonomicky i právně samostatnou Českomoravskou elektrotechnickou asociaci.
Českomoravská elektrotechnická asociace založila 11. května roku 2005 dceřinou společnost RETELA s.r.o. zaměřenou na zpětný odběr elektroodpadu. Hlavním smyslem kolektivního systému RETELA je ochrana životního prostředí a zdraví člověka zajištěním efektivního systému sběru a recyklace elektroodpadu. Za výrobce RETELA platí povinnosti týkající se odděleného sběru, zpětného odběru, zpracování, využití a odstranění elektrozařízení a elektroodpadu.

## Současnost
Valná hromada Českomoravské elektrotechnické asociace 20. listopadu 2015 rozhodla o změně názvu na Elektrotechnická asociace České republiky.
V roce 2018 došlo k prodeji 100% podílu společnosti RETELA s.r.o. Startovacím impulsem byl postoj Ministerstva životního prostředí ČR, které v připravovaných návrzích nového zákona o výrobcích s ukončenou životností neumožňuje asociacím typu ElA vlastnit kolektivní systém,“ odůvodnil prodej Retely její jednatel Jaroslav Vladík. Zájemců o koupi společnosti bylo v rámci výběrového řízení několik. Zvítězila nezisková společnost ASEKOL ve které mají podíl sami výrobci elektrozařízení, například Samsung, LG nebo Panasonic.
V květnu roku 2019 Elektrotechnická asociace České republiky založila dceřinou společnost ELA Blockchain Services a.s. za účelem posílení důvěry mezi obchodními partnery a to projektem blokchainu pro využití v průmyslu. Na vývoji se podíleli experti z IBM a ČVUT. Provozovat servery, na nichž se bude ukládat databáze a ověřovat zápisy, mohou jen prověřené firmy nebo instituce, kterým to umožní správce systému a dceřiná akciová společnost asociace EIA Blockchain Services.

## Představitelé Elektrotechnické asociace České republiky
prezidenti
- Ing. Jiří Holoubek, předseda představenstva ELCOM, a.s. a člen představenstva Svazu průmyslu a dopravy České republiky, 11/2015 – dosud.
- Ing. Stanislav Adamec, generální ředitel OEZ, později ředitel pro strategii OEZ a nyní spolumajitel FVE, 5/2003 – 11/2015.
- Ing. Josef Hybš, CSc., prezident v plném pracovním poměru, 11/1992 – 5/2003.
- Ing. Pavel Prior, ředitel Kancelářské stroje Praha, 10/1991 – 11/1992.
- Ing. Ivan Kordač, ředitel TESLA Holešovice 5/1991 – 10/1991
- Ing. Jiří Skála, ředitel TESLA Lanškroun, první prezident, 6/1990 až 5/1991.

ředitelé
- Ing. Jan Prokš, Ph.D., 11/2015 – dosud.
- Ing. František Hýbner, 6/1990 – 11/2015.